# 加藤猛夫
加藤 猛夫（かとう たけお、1896年1月31日 - 1976年1月21日）は、日本の英文学者。大阪大学名誉教授。

## 人物・来歴
岡山県倉敷市出身。別名・東知。1922年東京帝国大学文学部英文科卒。1949年「十七世紀英国社会思想の史的考察」で法政大学文学博士。1924年日本大学教授、東洋大学教授、法政大学教授、1951年お茶の水女子大学教授、1955年大阪大学文学部教授、1959年定年退官、名誉教授、武庫川女子大学教授、南山大学教授。

## 著書
- 『英文法 動詞の研究』加藤東知 英国文化研究社 1921
- 『英国の恋愛と結婚風俗の研究』加藤東知 日本大学出版部 1927
- A Study in the English Verb 開隆堂書店 1928
- 『サッカレー』研究社英米文学評伝叢書 1935
- 『イギリスの歴史』高畠華宵絵 広島図書 銀の鈴文庫 1949
- 『英文学と英国精神』南雲堂不死鳥選書　1959

## 論文
- ＜加藤猛夫